# Geoquímica

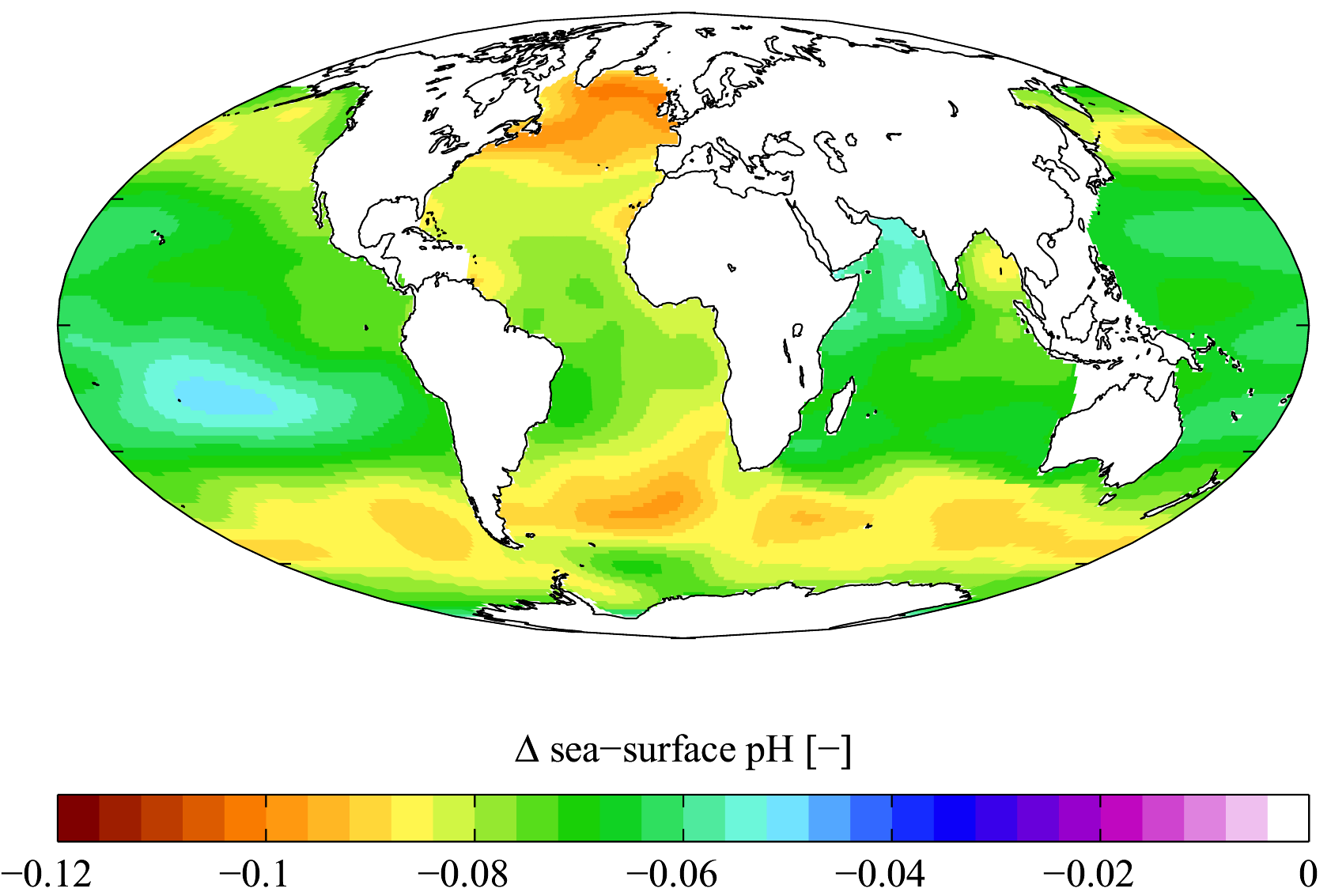
Mapa del cambio estimado del pH superficial de los océanos desde el siglo XVIII al siglo XX

La geoquímica es la ciencia —una especialidad de las ciencias de la Tierra— que utiliza las herramientas y los principios de la química y de la geología para explicar los mecanismos detrás de los principales sistemas geológicos, como la corteza terrestre y sus océanos.: 1  El reino de la geoquímica se ha extendido más allá de la Tierra, abarcando todo el sistema solar y ha hecho importantes contribuciones a la comprensión de una serie de procesos que incluyen la convección del manto, la formación de planetas y los orígenes del granito y del basalto.: 1 
Estudia la composición y dinámica de los elementos químicos en la Tierra, determinando su abundancia absoluta y relativa y su distribución. También estudia la migración de esos elementos entre las diferentes geósferas —litósfera, hidrósfera, atmósfera y biósfera— utilizando como principales evidencias las transformaciones de las rocas y de los minerales que componen la corteza terrestre, con el propósito de establecer leyes sobre las que se base su distribución.
Los principales elementos químicos en función de su abundancia, denominados también como «elementos mayoritarios» en una escala de mayor a menor, son: oxígeno, silicio, aluminio, hierro, calcio, sodio, potasio y magnesio.

## Historia

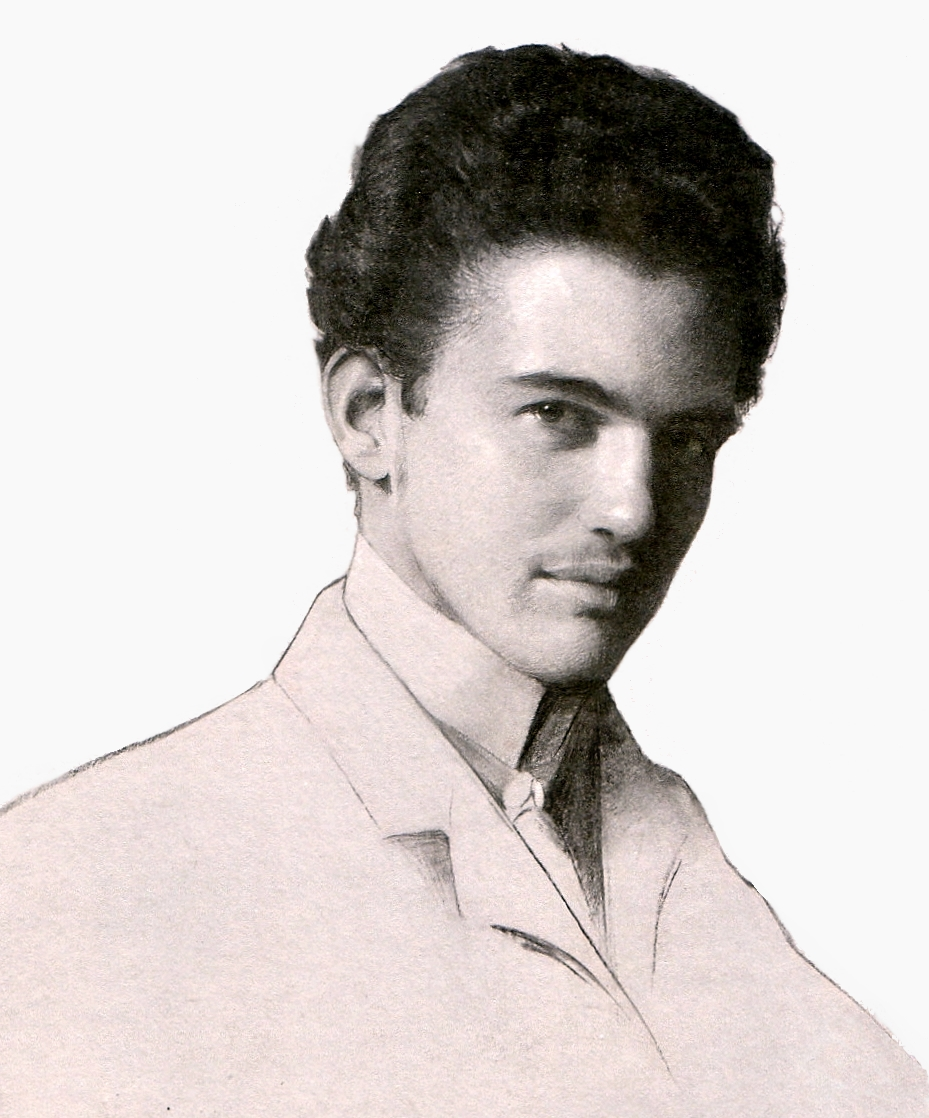
Victor Goldschmidt (1909)

El término «geoquímica» fue utilizado por primera vez por el químico suizo-alemán Christian Friedrich Schönbein en 1838:

(...) se debe lanzar una geoquímica comparativa, antes de que la geoquímica se convierta en geología, y antes de que se revele el misterio de la génesis de nuestros planetas y su materia inorgánica.
(...) a comparative geochemistry ought to be launched, before geochemistry can become geology, and before the mystery of the genesis of our planets and their inorganic matter may be revealed.
Christian Friedrich Schönbein

Sin embargo, durante el resto del siglo, el término más común fue «geología química» y hubo poco contacto entre geólogos y químicos.
La geoquímica surgió como una disciplina separada después de que se establecieran algunos laboratorios importantes, empezando con el del Servicio Geológico de los Estados Unidos (USGS) en 1884, y eso comenzó los estudios sistemáticos de la química de las rocas y de los minerales. El químico jefe del USGS, Frank Wigglesworth Clarke, notó que los elementos generalmente disminuyen en abundancia a medida que aumentan sus pesos atómicos, y resumió el trabajo sobre la abundancia de los elementos en The Data of Geochemistry [Los datos de geoquímica].: 2 
La composición de los meteoritos se investigó y se comparó con las rocas terrestres ya desde 1850. En 1901, Oliver C. Farrington planteó la hipótesis de que, aunque existían diferencias, las abundancias relativas aún deberían ser las mismas. Este fue el comienzo del campo de la cosmoquímica y ha contribuido mucho a lo que se sabe sobre la formación de la Tierra y del Sistema Solar.
A principios del siglo XX, Max von Laue y William Lawrence Bragg demostraron que la dispersión de rayos X podía usarse para determinar las estructuras de los cristales. En las décadas de 1920 y 1930, Victor Goldschmidt y sus asociados en la Universidad de Oslo aplicaron estos métodos a muchos de los minerales comunes y formularon un conjunto de reglas sobre cómo se agrupan los elementos. Goldschmidt publicó este trabajo en la serie Geochemische Verteilungsgesetze der Elemente [Leyes geoquímicas de la distribución de elementos].: 2 
La geoquímica como disciplina formal incluye mucha de la historia de la química y de la geología, pero como ciencia que explica la historia elemental en el planeta Tierra, únicamente pudo formarse una vez que se hizo real la noción de elemento químico, cuando se «comprendió» la construcción atómica y la configuración electrónica. Por ello son importantes para esta disciplina algunos logros anteriores a su existencia:
- ~ 500 a. C.: Demócrito (griego) formuló el concepto del átomo como partícula elemental.
- 371 a. C.-286 a. C.: Teofrasto (griego), fundador de la mineralogía y estudios de rocas y suelos.
- año 79 Plinio el Viejo (romano): trabajó con datos exactos de diferentes minerales y murió durante una erupción del Vesubio.
- ~ siglo X Lucas-Ben Serapion: escribió «El libro de las piedras» (...piedras que huyen unas de otras, piedras a las cuales otras alteran...)
- 975-1037: Avicena escribió un tratado sobre minerales estableciendo una clasificación: 1) piedras y tierras; 2) Compuestos combustibles sulfurosos; 3) Sales; 4) Metales.
- 975-1048: Al-Biruni (árabe), compiló datos sobre minerales preciosos.
- 1212-1224: Roger Bacon (inglés) redactó los primeros tratados sobre alquimia.
- 1490-1555: Georg Bauer (sajón, alias Agrícola), estableció el mineral como una entidad química.
- 1711-1765: Mijaíl Lomonósov (ruso), escribió el primer tratado sobre "geoquímica" aunque no utilizó este nombre; en el libro hablaba de la constitución de las capas de la tierra y del origen de los minerales, de la «peregrinación» de los metales de un lugar a otro. En 1752 dictó el primer curso de química-física. Planteó una nueva metodología de estudio para los sistemas naturales.
- 1711-1765: Jöns Jacob Berzelius (sueco) realizó los primeros análisis químicos de minerales silicatados.

## Subcampos
Algunos subcampos de geoquímica son:
- geoquímica acuosa, que estudia el papel de varios elementos en las cuencas hidrográficas, incluidos el cobre, el azufre, el mercurio y la forma en que se intercambian los flujos elementales a través de las interacciones atmosférica-terrestre-acuática.[8]
- biogeoquímica, que es el campo de estudio que se centra en el efecto de la vida en la química de la tierra.[9]: 3
- cosmoquímica, que incluye el análisis de la distribución de los elementos y de sus isótopos en el cosmos.[2]: 1
- geoquímica de isótopos, que implica la determinación de las concentraciones relativas y absolutas de los elementos y de sus isótopos en la Tierra y en la superficie de la tierra.[10]
- geoquímica orgánica, que es el estudio del papel de los procesos y de los compuestos que se derivan de organismos vivos o antiguos.[11]
- fotogeoquímica, que es el estudio de las reacciones químicas inducidas por la luz que ocurren o pueden ocurrir entre los componentes naturales de la superficie de la tierra.[12]
- geoquímica regional, que incluye aplicaciones a los estudios ambientales, hidrológicos y de exploración minera.[13]

## Áreas de investigación
- Prospección geoquímica
- Geoquímica de reservorio
- Geoquímica de elementos traza
- Geoquímica de isótopos. Está dedicada al estudio de la variación de la composición isotópica en materiales naturales. Las líneas de investigación en esta área son las siguientes:
  - Geoquímica isotópica en la datación radiométrica de minerales y rocas.
  - Geoquímica de isótopos estables.

- Geoquímica ambiental: se dedica al estudio de la distribución de elementos químicos y de compuestos inorgánicos y orgánicos naturales y artificiales potencialmente nocivos en el ciclo exógeno, sus transformaciones en ambientes naturales. Los procesos que regulan su comportamiento y sus posibles cambios como consecuencia de la influencia antropogénica. Las líneas de investigación en esta área son:
  - Geoquímica de contaminación hídrica|contaminación de aguas.
  - Geoquímica de contaminación del suelo y sedimentos.
  - Geoquímica de contaminación atmosférica.
  - Geoquímica forense.

## Elementos químicos
Los bloques de construcción de los materiales son los elementos químicos. Estos pueden identificarse por su número atómico, Z, que es el número de protones en el núcleo. Un elemento puede tener más de un valor para N, el número de neutrones en el núcleo. La suma de estos números es el número de masa, que es aproximadamente igual a la masa atómica. Los átomos con el mismo número atómico pero diferentes números de neutrones se denominan isótopos. Un isótopo dado se identifica con el símbolo del elemento precedido por un superíndice con el número de masa. Por ejemplo, dos isótopos comunes del cloro son 35Cl y 37Cl. Hay alrededor de 1700 combinaciones conocidas de Z y N, de las cuales solo 260 son estables. Sin embargo, la mayoría de los isótopos inestables no ocurren en la naturaleza. En geoquímica, los isótopos estables se utilizan para rastrear vías y reacciones químicas, mientras que los isótopos se usan principalmente para datar muestras.: 13–17 
El comportamiento químico de un átomo —su afinidad por otros elementos y el tipo de enlaces que forma—, está determinado por la disposición de los electrones en los orbitales, en particular de los electrones más externos (valencia). Estas disposiciones se reflejan en la posición de los elementos en la tabla periódica.: 13–17  En función de la posición, los elementos se dividen en amplios grupos de metales alcalinos, metales alcalinotérreos, metales de transición, semimetales (también conocidos como metaloides) ), halógenos, gases nobles, lantánidos y actínidos.: 20–23 
Otro esquema de clasificación útil para la geoquímica es la clasificación de Goldschmidt, que emplaza los elementos en cuatro grupos principales:
- litófilos, que se combinan fácilmente con el oxígeno. Estos elementos, que incluyen Na, K, Si, Al, Ti, Mg y Ca, dominan la corteza terrestre, formando silicatos y otros óxidos.

- siderófilos, que se combinan fácilmente con el hierro (Fe, Co, Ni, Pt, Re, Os) y tienden a concentrarse en el núcleo.

- calcófilos, que se combinan fácilmente con el cobre (Cu, Ag, Zn, Pb, S) y forman sulfuros;

- atmófilos, que se combinan fácilmente con el oxígeno (O, N, H y gases nobles) y dominan la atmósfera.

Dentro de cada grupo, algunos elementos son refractarios, permanecen estables a altas temperaturas, mientras que otros son volátiles, evaporandose más fácilmente, por lo que el calentamiento puede separarlos.: 17 : 23 

## Diferenciación y mezcla
La composición química de la Tierra y de otros cuerpos está determinada por dos procesos opuestos: la diferenciación y la mezcla. En el manto de la Tierra, la diferenciación se produce en las dorsales mediooceánicas a través de la fusión parcial, con más materiales refractarios que permanecen en la base de la litosfera mientras que el resto se eleva para formar basalto. Después de que una placa oceánica descienda en el manto, la convección finalmente mezclará las dos partes. La erosión diferenciará el granito separándolo en arcilla, en el fondo del océano, arenisca, en el borde del continente, y minerales, disueltos en las aguas del océano. El metamorfismo y la anatexia (fusión parcial de las rocas de la corteza) pueden volver a mezclar esos elementos. En el océano, los organismos biológicos pueden causar una diferenciación química, mientras que la disolución de los organismos y sus desechos puede mezclar los materiales nuevamente.: 23–24 

### Fraccionamiento
Una fuente importante de diferenciación es el fraccionamiento, una distribución desigual de elementos e isótopos. Esto puede ser el resultado de reacciones químicas, cambios de fase, efectos cinéticos o radioactividad.: 2–3 
En la escala más grande, la diferenciación planetaria es una separación física y química de un planeta en regiones químicamente distintas. Por ejemplo, los planetas terrestres formaron núcleos ricos en hierro y mantos y cortezas ricos en silicatos.: 218  En el manto de la Tierra, la principal fuente de diferenciación química es la fusión parcial, particularmente cerca de las cordilleras del océano medio.: 68, 153  Esto puede ocurrir cuando el sólido es heterogéneo o una solución sólida, y parte de la masa fundida se separa del sólido. El proceso se conoce como «equilibrio» o «fusión por lotes» si el sólido y la masa fundida permanecen en equilibrio hasta el momento en que se elimina la masa fundida, y «fusión fraccional o de Rayleigh» si se elimina continuamente.
El fraccionamiento isotópico puede tener formas dependientes de la masa e independientes de la masa. Las moléculas con isótopos más pesados tienen energías del punto cero más bajas y, por lo tanto, son más estables. Como resultado, las reacciones químicas muestran una pequeña dependencia de los isótopos, prefiriendo los isótopos más pesados las especies o compuestos con un estado de oxidación más alto; y en los cambios de fase, los isótopos más pesados tienden a concentrarse en las fases más pesadas. El fraccionamiento dependiente de la masa es mayor en los elementos ligeros debido a que la diferencia en las masas es una fracción mayor de la masa total.: 47 
Las proporciones entre isótopos se comparan generalmente con un estándar. Por ejemplo, el azufre tiene cuatro isótopos estables, de los cuales los dos más comunes son 32S y 34S.: 98  La proporción de sus concentraciones, R=34S/32S, se reporta como

{\displaystyle \delta {}^{34}\mathrm {S} =1000\left({\frac {R}{R_{\mathrm {s} }}}-1\right),}

donde Rs es la misma relación para un estándar. Debido a que las diferencias son pequeñas, la proporción se multiplica por 1000 para hacerla partes por mil. Esto está representado por el símbolo ‰.: 55 

#### Equilibrio
El equilibrio de fraccionamiento ocurre entre sustancias químicas o fases que están en equilibrio entre sí. En el fraccionamiento de equilibrio entre fases, las fases más pesadas prefieren los isótopos más pesados. Para dos fases A y B, el efecto puede representarse por el factor

{\displaystyle a_{\mathrm {A-B} }={\frac {R_{\mathrm {A} }}{R_{\mathrm {B} }}}.}

En la transición de fase líquido-vapor para el agua, al-v a 20 °C es de 1,0098 para el 18O y de 1,084 para el 2H. En general, el fraccionamiento es mayor a temperaturas más bajas. A 0 °C, los factores son 1,0117 y 1,111.: 59 

#### Cinética
Cuando no hay equilibrio entre fases o compuestos químicos, puede ocurrir un fraccionamiento cinético. Por ejemplo, en las interfases entre el agua líquida y el aire, la reacción hacia adelante se mejora si la humedad del aire es inferior al 100% o el viento mueve el vapor de agua. El fraccionamiento cinético generalmente se mejora en comparación con el fraccionamiento de equilibrio, y depende de factores como la velocidad de reacción, la ruta de la reacción y de la energía de enlace. Dado que los isótopos más ligeros generalmente tienen enlaces más débiles, tienden a reaccionar más rápido y enriquecen los productos de la reacción.: 60 
El fraccionamiento biológico es una forma de fraccionamiento cinético, ya que las reacciones tienden a ser en una dirección. Los organismos biológicos prefieren los isótopos más ligeros porque hay un menor costo de energía al romper los enlaces de energía. Además de los factores mencionados anteriormente, el medio ambiente y las especies del organismo pueden tener un gran efecto en el fraccionamiento.: 70 

## Ciclos
Los elementos químicos , mediante una variedad de procesos físicos y químicos, cambian en concentración y se mueven en lo que se conoce como «ciclos geoquímicos». La comprensión de estos cambios requiere tanto de la observación detallada y de modelos teóricos. Cada compuesto, elemento o isótopo químico tiene una concentración que es una función C(r,t) de la posición y el tiempo, pero que no es práctica para modelar la variabilidad completa. En cambio, en un enfoque tomado de la ingeniería química, los geoquímicos: 81  promedian la concentración sobre regiones de la tierra llamados «depósitos geoquímicas» (geochemical reservoirs). La elección del depósito depende del problema; por ejemplo, el océano puede ser un único depósito o dividirse en múltiples depósitos. En un tipo de modelo llamado «modelo de caja» (box model), un depósito está representada por una caja con entradas y salidas.: 81 
Los modelos geoquímicos generalmente implican retroalimentación. En el caso más simple de un ciclo lineal, la entrada o la salida de un depósito es proporcional a la concentración. Por ejemplo, la sal se elimina del océano mediante la formación de evaporitas, y dada una tasa constante de evaporación en las cuencas de evaporita, la tasa de eliminación de la sal debe ser proporcional a su concentración. Para un componente C dado, si la entrada a un depósito es una constante a y la salida es kC para alguna constante k, entonces la ecuación de balance de materia es

(1){\displaystyle {\frac {dC}{dt}}=a-kC.}

Esto expresa el hecho de que cualquier cambio en la masa debe ser equilibrado por cambios en la entrada o salida. En una escala de tiempo de t = 1/k, el sistema se aproxima a un estado estacionario en el que Cestable = a/k. El tiempo de residencia se define como

{\displaystyle \tau _{\mathrm {res} }=C^{\text{estable}}/I=C^{\text{estable}}/O,}

donde I y O son las tasas de entrada y salida. En el ejemplo anterior, las tasas de entrada y salida del estado estable son iguales a a, por lo que τres = 1/k.
Si las tasas de entrada y salida son funciones no lineales de C, todavía pueden estar muy equilibradas en escalas de tiempo mucho mayores que el tiempo de residencia; de lo contrario, habría grandes fluctuaciones en C. En ese caso, el sistema siempre está cerca de un estado estable y una expansión de orden más bajo que el de la ecuación de balance de masa conducirá a una ecuación lineal como la ecuación (1). En la mayoría de los sistemas, una o ambas de la entrada y salida dependen de C, lo que da como resultado una retroalimentación que tiende a mantener el estado estable. Si un forzado externo perturba el sistema, volverá al estado estable en una escala de tiempo de 1/k.

## Abundancia de los elementos

### Sistema solar

Abundancia de elementos del sistema solar

La composición del sistema solar es similar a la de muchas otras estrellas y, aparte de las pequeñas anomalías, se puede suponer que se formó a partir de una nebulosa solar que tenía una composición uniforme, y que la composición de la fotosfera del Sol es similar a la del resto del sistema solar. La composición de la fotosfera se determina ajustando las líneas de absorción en su espectro electromagnético a los modelos de la atmósfera del Sol. Con mucho, los dos elementos más grandes por fracción de la masa total son el hidrógeno (74.9%) y el helio (23.8%), aportando todos los elementos restantes solo el 1.3%. Hay una tendencia general de disminución exponencial de la abundancia relacionada con un número atómico creciente, aunque los elementos con un número atómico par son más comunes que sus vecinos con números impares (la regla de Oddo-Harkins). En comparación con la tendencia general, el litio, el boro y el berilio se agotan y el hierro se enriquece de forma anómala.: 284–285 
El patrón de abundancia elemental se debe principalmente a dos factores: el hidrógeno, el helio y parte del litio se formaron unos 20 minutos después del Big Bang, mientras que el resto se creó en el interior de las estrellas.: 316–317 

### Meteoritos
Los meteoritos vienen en una variedad de composiciones, pero el análisis químico puede determinar si una vez estuvieron en planetesimales que se fundieron o diferenciaron.: 45  Las condritas no están diferenciadas y tienen inclusiones redondas de minerales llamadas condrulos. Con edades de 4560 millones de años, datan del sistema solar temprano. Un tipo particular, la condrita CI, tiene una composición que se asemeja mucho a la de la fotosfera del Sol, excepto por el agotamiento de algunos volátiles (H, He, C, N, O) y de un grupo de elementos (Li, B, Be) que se destruyen por nucleosíntesis en el Sol.: 318  Debido a este último grupo, las condritas CI se consideran una mejor combinación para la composición del sistema solar temprano. Además, el análisis químico de las condritas CI es más preciso que el de la fotosfera, por lo que generalmente se usan como fuente de la abundancia química, a pesar de su rareza (solo se han recuperado cinco en la Tierra).

### Planetas gigantes

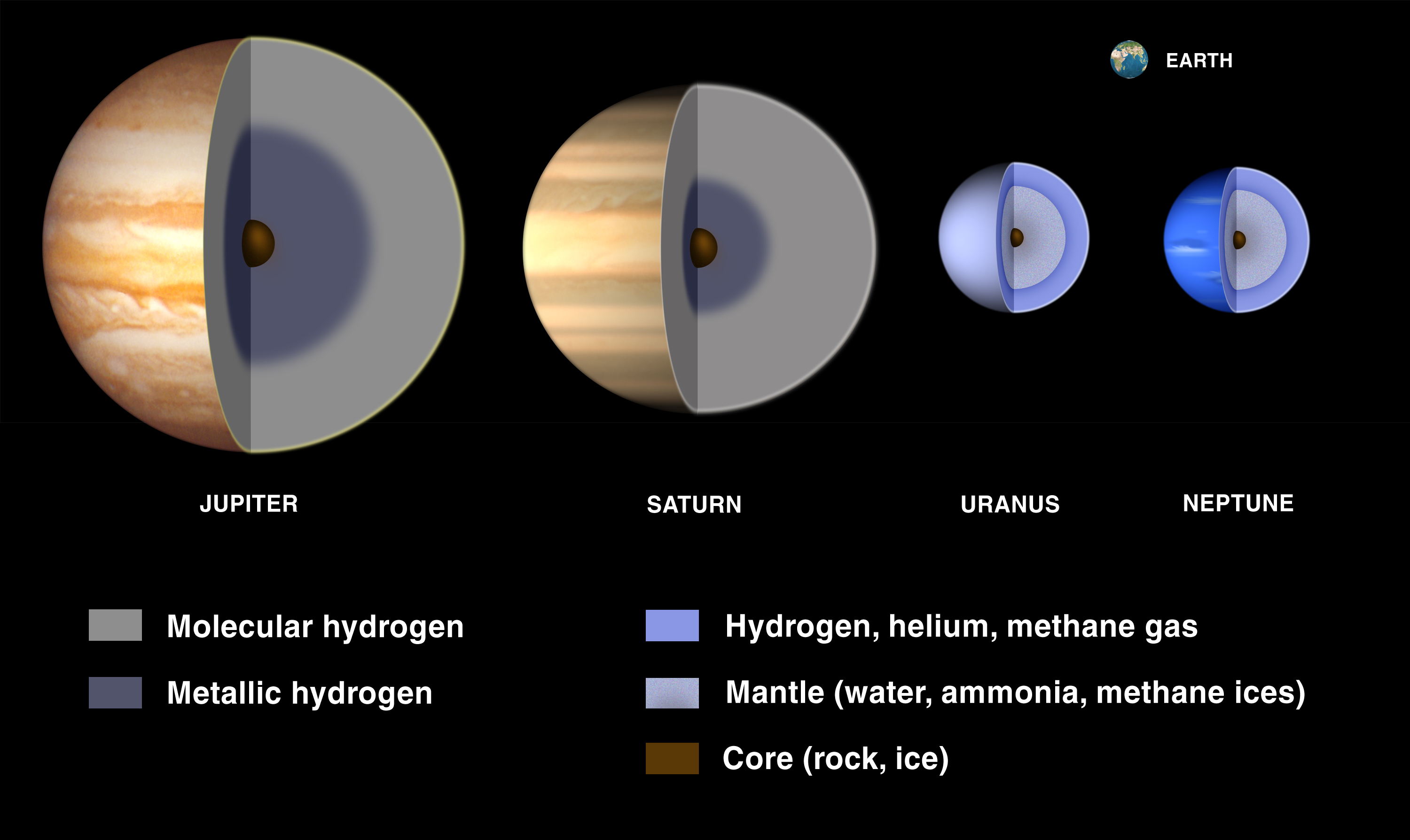
Cortes que ilustran modelos de los interiores de los planetas gigantes

Los planetas del sistema solar se dividen en dos grupos: los cuatro planetas interiores son los planetas terrestres (Mercurio, Venus, Tierra y Marte), con tamaños relativamente pequeños y superficies rocosas. Los cuatro planetas exteriores son los planetas gigantes, que están dominados por el hidrógeno y el helio y tienen densidades medias más bajas. Estos pueden subdividirse en los gigantes gaseosos (Júpiter y Saturno) y los gigantes helados (Urano y Neptuno) que tienen grandes núcleos de hielo.: 26–27, 283–284 
La mayor parte de nuestra información directa sobre la composición de los planetas gigantes proviene de la espectroscopia. Desde la década de 1930, se sabía que Júpiter contenía hidrógeno, metano y amoniaco. En la década de 1960, la interferometría aumentó considerablemente la resolución y la sensibilidad del análisis espectral, lo que permitió la identificación de una colección mucho mayor de moléculas que incluyen etano, acetileno, agua y monóxido de carbono.: 138–139  Sin embargo, la espectroscopia basada en la Tierra se vuelve cada vez más difícil con los planetas más remotos, ya que la luz reflejada del Sol es mucho más tenue; y el análisis espectroscópico de la luz de los planetas solo se puede utilizar para detectar vibraciones de moléculas, que se encuentran en el rango de frecuencia infrarroja. Esto restringe la abundancia de los elementos H, C y N.: 130  Se detectan otros dos elementos: fósforo en el gas fosfina (PH3) y germanio en gas germano (GeH4).: 131 
El átomo de helio tiene vibraciones en el rango ultravioleta, que es fuertemente absorbido por las atmósferas de los planetas exteriores y por la Tierra. Por lo tanto, a pesar de su abundancia, el helio solo se detectó cuando se enviaron naves espaciales a los planetas exteriores, y luego, solo indirectamente, a través de la absorción inducida por colisión en las moléculas de hidrógeno.: 209  Se obtuvo más información sobre Júpiter con la sonda Galileo cuando fue enviada a la atmósfera en 1995; y la misión final de la sonda Cassini en 2017 que fue entrar en la atmósfera de Saturno. En la atmósfera de Júpiter, se encontró que el He estaba agotada por un factor de 2 en comparación con la composición solar y el Ne por un factor de 10, un resultado sorprendente ya que los otros gases nobles y los elementos C, N y S aumentaron con factores de 2 a 4 (el oxígeno también se agotó, pero esto se atribuyó a la región inusualmente seca que Galileo muestreó).
Los métodos espectroscópicos solo penetran en las atmósferas de Júpiter y Saturno a profundidades donde la presión es aproximadamente igual a 1 bar, aproximadamente la presión atmosférica de la Tierra a nivel del mar.: 131  La sonda Galileo penetró hasta los 22 bares. Esta es una pequeña fracción del planeta, que se espera alcance presiones de más de 40 Mbar. Para restringir la composición en el interior, los modelos termodinámicos se construyen utilizando información sobre la temperatura de los espectros de emisión infrarroja y de las ecuaciones de estado para las composiciones probables..: 131  Los experimentos de alta presión predicen que el hidrógeno será un líquido metálico en el interior de Júpiter y Saturno, mientras que en Urano y Neptuno permanecerá en estado molecular.: 135–136  Las estimaciones también dependen de los modelos para la formación de los planetas. La condensación de la nebulosa presolar daría lugar a un planeta gaseoso con la misma composición que el Sol, pero los planetas también podrían haberse formado cuando un núcleo sólido capturase gas nebuloso.: 136 
En los modelos actuales, los cuatro planetas gigantes tienen núcleos de roca y de hielo que son aproximadamente del mismo tamaño, pero la proporción de hidrógeno y helio disminuye desde aproximadamente 300 masas terrestres en Júpiter, a 75 en Saturno y solo unas pocas en Urano y Neptuno.: 220  Así, mientras que los gigantes gaseosos están compuestos principalmente de hidrógeno y helio, los gigantes del hielo están compuestos principalmente de elementos más pesados (O, C, N, S), principalmente en forma de agua, metano y amoníaco. Las superficies son lo suficientemente frías para que el hidrógeno molecular sea líquido, por lo que gran parte de cada planeta es probablemente un océano de hidrógeno que se encuentra sobre compuestos más pesados. Fuera del núcleo, Júpiter tiene un manto de hidrógeno metálico líquido y una atmósfera de hidrógeno molecular y helio. El hidrógeno metálico no se mezcla bien con el helio, y en Saturno puede formar una capa separada situada por debajo del hidrógeno metálico.: 138 

### Planetas terrestres
Se cree que los planetas terrestres provienen del mismo material nebular que los planetas gigantes, pero que han perdido la mayoría de los elementos más ligeros y tienen diferentes historias. Se podría esperar que los planetas más cercanos al Sol tuvieran una fracción más alta de elementos refractarios, pero si sus últimas etapas de formación involucraron colisiones con objetos grandes con órbitas que muestreaban diferentes partes del Sistema Solar, podría haber poca dependencia sistemática de la posición.: 3–4 
La información directa sobre Marte, Venus y Mercurio proviene en gran parte de las misiones de las naves espaciales. Usando espectrómetros de rayos gamma, la composición de la corteza de Marte ha sido medida por el orbitador Mars Odyssey, la corteza de Venus por algunas de las misiones Venera a Venus, y la corteza de Mercurio por la nave espacial MESSENGER. Información adicional sobre Marte proviene de meteoritos que han aterrizado en la Tierra (shergottitas, nakhlitas y chassignitas, colectivamente conocidos como meteoritos SNC).: 124  Las abaundancias también están limitadas por las masas de los planetas, mientras que la distribución interna de los elementos está constreñida por sus momentos de inercia.: 334 
Los planetas condensados de la nebulosa solar, y muchos de los detalles de su composición, están determinados por el fraccionamiento a medida que se enfrían. Las fases que se condensan se dividen en cinco grupos. Los primeros en condensar son los materiales ricos en elementos refractarios como el Ca y el Al. A estos le siguen el níquel y el hierro, luego los silicatos de magnesio. Por debajo de 700 kelvins (700 K), los metales y silicatos ricos en volátiles forman un cuarto grupo, y en el quinto grupo de FeO entran los silicatos de magnesio. Las composiciones de los planetas y de la Luna son condríticas, lo que significa que dentro de cada grupo las proporciones entre los elementos son las mismas que en las condritas carbonáceas.: 334 
Las estimaciones de las composiciones planetarias dependen del modelo utilizado. En el modelo de condensación de equilibrio, cada planeta se formó a partir de una zona de alimentación (feeding zone ) en la que las composiciones de los sólidos quedaron determinadas por las temperaturas en esas zonas. Así, Mercurio se formó a 1400 K, cuando el hierro permanece en una forma metálica pura y había poco magnesio o silicio en forma sólida; Venus a 900 K, por lo que todo el magnesio y el silicio se condensaron; la Tierra a 600 K, por lo que contiene FeS y silicatos; y Marte a 450 K, por lo que incorporó FeO en silicatos de magnesio. El mayor problema con esta teoría es que los volátiles no se condensarían, por lo que los planetas no tendrían atmósferas y la Tierra no tendría atmósfera.: 335–336 
En los modelos de mezcla condrítica, las composiciones de las condritas se utilizan para estimar las composiciones planetarias. Por ejemplo, un modelo mezcla dos componentes, uno con la composición de condritas C1 y otro con solo los componentes refractarios de las condritas C1.: 337  En otro modelo, las abundancias de los cinco grupos de fraccionamiento se estiman utilizando un elemento índice para cada uno de los grupos. Para el grupo más refractario, se utiliza uranio; hierro para el segundo; las proporciones de potasio y talio con el uranio para los dos siguientes; y la relación molar FeO/(FeO+MgO) para el último. Usando modelos térmicos y sísmicos junto con el flujo de calor y la densidad, el Fe puede restringirse dentro del 10% en la Tierra, Venus y Mercurio. Se puede restringir el U dentro de aproximadamente el 30% en la Tierra, pero su abundancia en otros planetas se basa en "conjeturas educadas" ("educated guesses"). Una dificultad con este modelo es que puede haber errores significativos en su predicción de abundancias volátiles porque algunos volátiles solo están parcialmente condensados.: 337–338 

## Corteza de la Tierra
Los constituyentes más comunes de las rocas son casi todos óxidos; los cloruros, sulfuros y fluoruros son las únicas excepciones importantes a esto y su cantidad total en cualquier roca es generalmente mucho menor del 1%. F. W. Clarke ha calculado que un poco más del 47% de la corteza terrestre está compuesta principalmente de oxígeno. Se presenta principalmente en combinación como óxidos, de los que los principales son la sílice, la alúmina, los óxidos de hierro y varios carbonatos (carbonato de calcio, carbonato de magnesio, carbonato de sodio y carbonato de potasio). La sílice funciona principalmente como un ácido, formando silicatos, y todos los minerales más comunes de las rocas ígneas son de esta naturaleza. A partir de un cálculo basado en 1672 análisis de numerosos tipos de rocas, Clarke llegó a la siguiente composición porcentual promedio de la corteza terrestre:
- SiO2 =59.71
- Al2O3=15.41
- Fe2O3=2.63
- FeO=3.52
- MgO=4.36
- CaO=4.90
- Na2O=3.55
- K2O=2.80
- H2O=1.52
- TiO2=0.60
- P2O5=0.22  (total 99.22%)

Todos los demás constituyentes aparecen solo en cantidades muy pequeñas, generalmente mucho menores del 1% .
Estos óxidos se combinan de una manera casual. Por ejemplo, la potasa (carbonato de potasio) y la sosa (carbonato de sodio) se combinan para producir feldespatos. En algunos casos, pueden tomar otras formas, como nefelina, leucita y moscovita, pero en la gran mayoría de los casos se encuentran como feldespato. El ácido fosfórico con cal (carbonato de calcio) forma la apatita. El dióxido de titanio con óxido ferroso da lugar a la ilmenita. Parte de la cal forma feldespato de cal. El carbonato de magnesio y los óxidos de hierro con sílice cristalizan en forma de olivino o enstatita, o con alúmina y cal forman el complejo de silicatos ferro-magnésicos, de los que los piroxenos, anfíboles y biotitas son los principales. Cualquier exceso de sílice por encima de lo que se requiere para neutralizar las bases se separará como cuarzo; el exceso de alúmina cristaliza como corindón. Estas deben considerarse solo como tendencias generales. Es posible, según el análisis de la roca, decir aproximadamente qué minerales contiene la roca, pero hay numerosas excepciones a cualquier regla.

### Constitución mineral
Excepto en rocas ácidas o ígneas silíceas que contienen más del 66% de sílice, conocidas como rocas félsicas, el cuarzo no es abundante en las rocas ígneas. En las rocas básicas (que contienen un 20% de sílice o menos) es raro que contengan tanto silicio, y se conocen como rocas máficas. Si el magnesio y el hierro están por encima de la media, mientras que la sílice es baja, puede esperarse olivino; cuando la sílice está presente en mayor cantidad sobre los minerales ferro-magnésicos, en lugar del olivino ocurren otros como la augita, hornblenda, enstatita o biotita. A menos que la potasa sea alta y la sílice relativamente baja, la leucita no estará presente, ya que la leucita no se produce con el cuarzo libre. La nefelina, igualmente, se encuentra generalmente en rocas con mucha soda y comparativamente poca sílice. Con álcalis altos, pueden estar presentes piroxenos y anfíboles que contienen sosa. Cuanto menor es el porcentaje de sílice y de álcalis, mayor es la prevalencia del feldespato plagioclasa como contraído con el feldespato de soda o potasio.
La corteza terrestre está compuesta de un 90% de minerales de silicato y su abundancia en la Tierra es la siguiente: feldespato plagioclasa (39%), feldespato alcalino (12%), cuarzo (12%), piroxeno (11%), anfíboles (5%) , micas (5%), minerales de arcilla (5%); los minerales de silicato restantes constituyen otro 3% de la corteza terrestre. Solo el 8% de la Tierra está compuesta de minerales que no son silicatos, como carbonatos, óxidos y sulfuros.
El otro factor determinante, a saber, las condiciones físicas que acompañan a la consolidación, juega en general una parte más pequeña, pero de ninguna manera es despreciable. Ciertos minerales están prácticamente confinados a rocas intrusivas profundas, por ejemplo, microclina, moscovita, diallage. La leucita es muy rara en masas plutónicas; muchos minerales tienen peculiaridades especiales en su carácter microscópico según si cristalizaron en profundidad o cerca de la superficie, por ejemplo, hiperesteno, ortoclasa, cuarzo. Hay algunos ejemplos curiosos de rocas que tienen la misma composición química, pero que consisten en minerales completamente diferentes, por ejemplo, la hornblendita de Gran, en Noruega, que contiene solo hornblenda, tiene la misma composición que algunas de las camptonitas de la misma localidad que contienen feldespato y hornblenda de una variedad diferente. En este sentido, se puede repetir lo que se ha dicho anteriormente sobre la corrosión de los minerales porfiríticos en las rocas ígneas. En las riolitas y traquitas, los cristales tempranos de hornblenda y biotita se pueden encontrar en grandes cantidades parcialmente convertidos en augita y magnetita. La hornblenda y la biotita se mantuvieron estables bajo las presiones y otras condiciones debajo de la superficie, pero son inestables en niveles más altos. En la masa del suelo de estas rocas, el augito está casi universalmente presente. Pero los representantes plutónicos del mismo magma, granito y sienita contienen biotita y hornblenda mucho más comúnmente que augita.

### Rocas ígneas félsicas, intermedias y máficas
Aquellas rocas que contienen la mayor cantidad de sílice, y al cristalizar dejan cuarzo libre, forman un grupo generalmente denominado rocas «félsicas». Las que nuevamente contienen menos sílice y la mayoría de magnesia y hierro, de modo que el cuarzo está ausente, mientras que el olivino suele ser abundante, forma el grupo «máfico». Las rocas «intermedias» incluyen aquellas caracterizadas por la ausencia general tanto de cuarzo como de olivino. Una subdivisión importante de estas contiene un porcentaje muy alto de álcalis, especialmente de soda, y en consecuencia tiene minerales como la nefelina y la leucita que no son comunes en otras rocas. A menudo se separa de las demás como rocas «alcalinas» o «sodas», y existe una serie correspondiente de rocas máficas. Finalmente, un pequeño subgrupo rico en olivino y sin feldespato se ha llamado rocas «ultramáficas». Tienen porcentajes muy bajos de sílice pero mucho hierro y magnesia.
Excepto estas últimas, prácticamente todas las rocas contienen feldespatos o minerales feldespatoides. En las rocas ácidas, los feldespatos comunes son la ortoclasa, la pertita, la microclina y la oligoclasa, todas con mucha sílice y álcalis. En las rocas máficas prevalecen labradorita, anortita y bytownita, que son ricas en cal y pobres en sílice, potasa y soda. La augita es la ferromagnesia más común en las rocas máficas, pero la biotita y la hornblenda son en general más frecuentes en las rocas félsicas.
| Minerales más comunes       | Félsico                                                   | Intermedio                                               | Intermedio                                                 | Máfico                                  | Ultramáfico                                 |
| Minerales más comunes       | Cuarzo ortoclasa (y oligoclasa), mica, hornblenda, augita | Poco o sin cuarzo: ortoclasa hornblenda, augita, biotita | Poco o sin cuarzo: Plagioclasa hornblenda, augita, biotita | Sin cuarzo Plagioclasa, augita, olivino | Sin feldespatos Augita, hornblenda, olivino |
| --------------------------- | --------------------------------------------------------- | -------------------------------------------------------- | ---------------------------------------------------------- | --------------------------------------- | ------------------------------------------- |
| Plutónica o tipo abisal     | granito                                                   | sienita                                                  | diorita                                                    | gabro                                   | peridotita                                  |
| Intrusiva o tipo hipoabisal | Pórfido de cuarzo                                         | ortoclasa-porfirio                                       | porfirita                                                  | dolerita                                | Picrita                                     |
| Lavas o tipo efusivo        | Riolita, obsidiana                                        | trachyta                                                 | andesita                                                   | basalto                                 | limburgita                                  |

No se incluyen en esta tabla las rocas que contienen leucita o nefelina, ya sea de forma parcial o totalmente reemplazando a los feldespatos. Son esencialmente de carácter intermedio o máfico. En consecuencia, se podrían considerar como variedades de sienita, diorita, gabbro, etc., en las que se producen feldespatoides, y de hecho hay muchas transiciones entre las sienitas de tipo ordinario y la nefelina —o leucita— sienita, y entre el gabbro o la dolerita y la mineralita. o essexita. Pero, dado que muchos minerales se desarrollan en estas rocas "alcalinas" que no son comunes en otros lugares, es conveniente en una clasificación puramente formal como la que se describe aquí, tratar todo el conjunto como una serie distinta.
| Minerales más comunes | Alkali Feldespato, nefelina o leucita, augita, hornblenda, biotita | Soda cal Feldespato, nefelina o leucita, augita, hornblenda (olivino) | Nefelina o leucita, augita, hornblenda, olivino |
| --------------------- | ------------------------------------------------------------------ | --------------------------------------------------------------------- | ----------------------------------------------- |
| Tipo plutónico        | Nefelina-sienita, leucita-sienita, nefelina-porfirio               | Essexita y theralita                                                  | Ijolita y missourita                            |
| Tipo efusivo o lavas  | Fonolita, leucitophyra                                             | Tefrita y basanita                                                    | Nefelina-basalto, leucita-basalto               |

Esta clasificación se basa esencialmente en la constitución mineralógica de las rocas ígneas. Cualquier distinción química entre los diferentes grupos, aunque implícita, se relega a una posición subordinada. Es cierto que es artificial, pero ha crecido con el crecimiento de la ciencia y aún se adopta como la base sobre la cual se erigen subdivisiones aún más pequeñas. Las subdivisiones no son de ninguna manera de igual valor. Las sienitas, por ejemplo, y las peridotitas, son mucho menos importantes que los granitos, las dioritas y los gabros. Además, las andesitas efusivas no siempre corresponden a las dioritas plutónicas sino en parte también a los gabros. A medida que los diferentes tipos de roca, considerados como agregados de minerales, pasan gradualmente unos sobre otros, los tipos de transición son muy comunes y, a menudo, son tan importantes como para recibir nombres especiales. Las sienitas de cuarzo y las nordmarkitas pueden interponerse entre el granito y la sienita, las tonalitas y las adamelitas entre el granito y la diorita, las monzoaitas entre la sienita y la diorita, las noritas y las hiperitas entre la diorita y el gabro, y así sucesivamente.

## Metales traza en el océano
Los metales traza forman fácilmente complejos con iones principales en el océano, incluidos hidróxido, carbonato y cloruro, y sus cambios en la especiación química dependen de si el ambiente está oxidado o reducido. Benjamin (2002) define los complejos de metales con más de un tipo de ligando, distinto del agua, como complejos de ligando mixto. En algunos casos, un ligando contiene más de un átomo donante, formando complejos muy fuertes, también llamados quelatos (el ligando es el quelante). Uno de los quelantes más comunes es el EDTA (ácido etilendiaminotetraacético), que puede reemplazar seis moléculas de agua y formar enlaces fuertes con metales que tienen una carga de más de dos. Con una mayor formación de complejos, se observa una menor actividad del ion metálico libre. Una consecuencia de la menor reactividad de los metales complejados en comparación con la misma concentración de metal libre es que la quelación tiende a estabilizar los metales en la solución acuosa en lugar de en sólidos.
Las concentraciones de algunos metales traza —cadmio, cobre, molibdeno, manganeso, renio, uranio y vanadio— en ciertos sedimentos registran la historia redox de los océanos. En ambientes acuáticos, el cadmio (II) puede estar en la forma CdCl+(aq) en aguas óxicas o de CdS(s) en un ambiente reducido. Por eso, mayores concentraciones de Cd en sedimentos marinos pueden indicar condiciones de bajo potencial de redox en el pasado. Para el cobre (II), una forma prevalente es CuCl+(aq) en ambientes óxicos y de CuS(s) y Cu2S en ambientes reducidos. El ambiente de agua de mar reducido conduce a dos posibles estados de oxidación del cobre, Cu (I) y Cu (II). El molibdeno está presente como el estado de oxidación del Mo (VI) como MoO42−(aq) en ambientes óxicos. Mo (V) y Mo (IV) están presentes en ambientes reducidos en las formas MoO2+(aq) y MoS2(s). El renio está presente como el estado de oxidación Re (VII) como ReO4− en condiciones óxicas, pero se reduce a Re (IV) que puede formar ReO2 o ReS2 El uranio está en el estado de oxidación VI en UUO2(CO3)34−(aq) y se encuentra en la forma reducida UO2(s). El vanadio se encuentra en varias formas en el estado de oxidación V (V); HVO42− y H2VO4−. Sus formas reducidas pueden incluir VO2+, VO(OH)3−, y V(OH)3. Este predominio relativo de estas especies depende del pH.
En la columna de agua del océano o de lagos profundos, los perfiles verticales de los metales traza disueltos se caracterizan por seguir las distribuciones siguientes: de tipo conservador (conservative–type), tipo nutriente (nutrient–type) o tipo barrido (scavenged–type). A través de estas tres distribuciones, los metales traza tienen diferentes tiempos de residencia y se utilizan en diferentes extensiones por los microorganismos planctónicos. Los metales traza con distribuciones de tipo conservador tienen altas concentraciones en relación con su uso biológico. Un ejemplo de un metal traza con una distribución de tipo conservador es el molibdeno. Tiene un tiempo de residencia en los océanos de alrededor de 8 x 105 años y generalmente está presente como el anión molibdato (MoO42−). El molibdeno interactúa débilmente con las partículas y muestra un perfil vertical casi uniforme en el océano. En relación con la abundancia de molibdeno en el océano, la cantidad requerida como un cofactor de metal para las enzimas en el fitoplancton marino es insignificante.
Los metales traza con distribuciones de tipo nutriente están fuertemente asociados con los ciclos internos de la materia orgánica en partículas, especialmente la asimilación por el plancton. Las concentraciones más bajas disueltas de estos metales se encuentran en la superficie del océano, donde son asimilados por el plancton. A medida que la disolución y la descomposición ocurren a mayores profundidades, las concentraciones de estos metales traza aumentan. Los tiempos de residencia de estos metales, como el zinc, son de varios miles a cien mil años. Finalmente, un ejemplo de un metal traza de tipo barrido es el aluminio, que tiene fuertes interacciones con las partículas y un corto tiempo de residencia en el océano. Los tiempos de residencia de los metales traza de tipo barrido son de alrededor de 100 a 1000 años. Las concentraciones de estos metales son más altas alrededor de los sedimentos del fondo, de las fuentes hidrotermales y de los ríos. Para el aluminio, el polvo atmosférico proporciona la mayor fuente de entradas externas al océano.
El hierro y el cobre muestran distribuciones híbridas en el océano. Están influenciados por el reciclaje y la limpieza intensa. El hierro es un nutriente limitante en vastas áreas de los océanos, y se encuentra en gran abundancia junto con el manganeso cerca de los respiraderos hidrotermales. Aquí, se encuentran muchos precipitados de hierro, principalmente en forma de sulfuros de hierro y oxidados compuestos de oxihidróxido de hierro. Las concentraciones de hierro cerca de los respiraderos hidrotermales pueden ser de hasta un millón de veces las concentraciones encontradas en el océano abierto.
Usando técnicas electroquímicas, es posible mostrar que los metales traza bioactivos (zinc, cobalto, cadmio, hierro y cobre) están unidos por ligandos orgánicos en la superficie del agua de mar. Estos complejos de ligandos sirven para disminuir la biodisponibilidad de los metales traza en el océano. Por ejemplo, el cobre, que puede ser tóxico para el fitoplancton y las bacterias del océano abierto, puede formar complejos orgánicos. La formación de estos complejos reduce las concentraciones de complejos inorgánicos biodisponibles de cobre que podrían ser tóxicos para la vida marina en altas concentraciones. A diferencia del cobre, la toxicidad del zinc en el fitoplancton marino es baja y no hay ninguna ventaja en aumentar la unión orgánica de Zn2+. En las regiones altas en clorofila y bajas en nutrientes, el hierro es el nutriente limitante, y las especies dominantes son complejos orgánicos fuertes de Fe (III).